# 이형전갈속
이형전갈속 또는 헤테로메트루스속(Heterometrus)은 전갈목 이형전갈과(Scorpionidae)에 속하는 절지동물의 한 속이며, 아시아 숲 전갈(Asian forest scorpion)이라는 이름으로 알려져 있다. 독이 약한 대신에 더듬이다리가 변형된 집게가 크고 힘이 센 전갈인 것이 특징이다. 전 종이 동남아시아를 포함한 아시아의 열대 지역에 서식하며 낙엽이나 썩은 나무 밑에 굴을 파고 생활한다. 이 전갈의 임신기간은 종종 인간의 임신기간인 10개월보다도 길어지기도 한다. 모성애가 지극하여 갓 태어난 새끼들을 등에 업고 돌본다.

## 인간과 전갈
중국과 타이에서는 요리하여 길거리 음식으로 많이 판다. 또한 커다란 크기와 낮은 독성 및 온순한 성격으로 인해 유명한 애완동물로 소개되어 있다. 다른 종류의 전갈과 달리, 이형전갈은 여러 마리를 한 사육장에 같이 기르는 게 가능하다. 한 예로, 60 x 30 x 30 cm 사이즈의 비바리움에 3마리 이하의 성체 전갈이 적당하다.

## 종
한국에서는 '아시안 포레스트', '자이언트 블루'라는 이름으로 알려졌다. 한국어 이름은 가명이다.
- Heterometrus barberi (Pocock, 1900)
- Heterometrus beccaloniae Kovařík, 2004
- 벵골검은숲전갈 Heterometrus bengalensis (C.L. Koch 1841)
- Heterometrus cimrmani Kovařík, 2004
- 아시아푸른숲전갈 Heterometrus cyaneus (C.L. Koch, 1836)
- Heterometrus flavimanus (Pocock, 1900)
- 노랑다리검은숲전갈 Heterometrus fulvipes (C.L. Koch, 1837)
- Heterometrus gravimanus (Pocock, 1894)
- 인도검은숲전갈 Heterometrus indus (DeGeer, 1778)
- Heterometrus kanarensis (Pocock, 1900)
- Heterometrus keralaensis Tikader & Bastawade, 1983
- 라오스검은숲전갈 Heterometrus laoticus Couzijn, 1981
- Heterometrus latimanus (Pocock, 1894)
- Heterometrus liangi Zhu & Yang, 2007
- Heterometrus liophysa (Thorell, 1888)
- Heterometrus liurus (Pocock, 1897)
- 긴팔검은숲전갈 Heterometrus longimanus (Herbst, 1800)
- 마드라스검은숲전갈 Heterometrus madraspatensis (Pocock, 1900)
- 마이소르검은숲전갈 Heterometrus mysorensis Kovařík, 2004
- 네팔검은숲전갈 Heterometrus nepalensis Kovařík, 2004
- Heterometrus petersii (Thorell, 1876)
- Heterometrus phipsoni (Pocock, 1893)
- Heterometrus rolciki Kovařík, 2004
- Heterometrus scaber (Thorell, 1876)
- Heterometrus sejnai Kovařík, 2004
- 말레이시아검은숲전갈 Heterometrus spinifer(모식종) (Ehrenberg, 1828)
- 인도대왕검은숲전갈 Heterometrus swammerdami Simon, 1872
- Heterometrus telanganaensis Javed, Mirza, Tampal & Lourenço, 2010
- 버마긴팔검은숲전갈 Heterometrus thorellii (Pocock, 1897)
- Heterometrus tibetanus (Lourenço, Qi & Zhu, 2005)
- Heterometrus tristis (Henderson, 1919)
- Heterometrus ubicki (Kovařík, 2004)
- Heterometrus wroughtoni (Pocock, 1899)
- 노랑검은숲전갈 Heterometrus xanthopus (Pocock, 1897)